# 走る (長渕剛の曲)
「走る」（はしる）は、日本のミュージシャンである長渕剛の48枚目のシングル。

## 背景
2014年4月24日、「KEIRINグランプリ2014岸和田」の記者会見が開催され、イメージアーティストとして長渕が就任する事が発表され、「ストイックな生活を強いられながら、トップを目指す競輪の本質に共感した。今後は日本発の競技を盛り上げていきたい」と抱負を語った。また、同大会のPRポスターや5月より放送されたコマーシャルにも長渕が起用され、他にも長渕による巨大な「頂」の文字が描かれた詩画が同大会のモチーフとして使用された。さらに、同大会のテーマソングを制作する事が発表された。

## リリース
本作のリリースは前述の2014年4月24日の記者会見の場で発表された。
その後、2014年6月11日にEMI RecordsよりCDにて正式にリリースされた。

## 批評
| 専門評論家によるレビュー | 専門評論家によるレビュー |
| レビュー・スコア         | レビュー・スコア         |
| 出典                     | 評価                     |
| ------------------------ | ------------------------ |
| CDジャーナル             | 肯定的                   |

音楽情報サイト『CDジャーナル』では、「孤独な男のストイックな生きざまがビンビンくる。ループ的なトラックがおもしろい」、「弾むような軽快なリズムで展開する活力あふれるナンバー。泣くも笑うも最後は自分次第……走り続ければ、その向こうに明日があると励ます長渕流応援歌だ」と評されている。

## チャート成績
オリコンチャートにおいて最高位15位となり、その後登場回数は5回となった。

## ライブ・パフォーマンス
2014年12月18日に東京のホテルグランパシフィックにて開催された「KEIRINグランプリ2014共同記者会見」に長渕は急遽参加し、同曲をギター1本で演奏した。長渕は同席で「みなさんは命がけで走っているわけですから、僕はとにかく握り拳を握って、頑張れと言うしかない。日ごろの稽古の成果を一瞬にかけられるように祈っています」とコメントした。

## メディアでの使用
本作は2014年12月30日に開催された「KEIRINグランプリ2014岸和田」の公式テーマソングであり、コマーシャルソングとしても使用され、コマーシャルには長渕本人も出演した。長渕のコマーシャル出演はシングル「金色のライオン」（2004年）が使用された京セラの携帯電話のコマーシャル以来10年ぶりとなった。

## シングル収録曲
| 全作詞・作曲: 長渕剛。 |                                               |           |            |                                                                       |      |
| #                      | タイトル                                      | 作詞      | 作曲・編曲 | 編曲                                                                  | 時間 |
| 1.                     | 「走る」                                      | 長渕剛    | 長渕剛     | 長渕剛、中村康就/ストリングスアレンジ：中村康就/ホーンアレンジ：YOKAN | 3:48 |
| 2.                     | 「YOU CHANGED YOUR MIND 2014」                | 長渕剛    | 長渕剛     | 長渕剛                                                                | 5:19 |
| 3.                     | 「走る (Instrumental)」                       | 長渕剛    | 長渕剛     |                                                                       | 3:48 |
| 4.                     | 「YOU CHANGED YOUR MIND 2014 (Instrumental)」 | 長渕剛    | 長渕剛     |                                                                       | 5:19 |
| 合計時間:              | 合計時間:                                     | 合計時間: | 18:14      |                                                                       |      |